# Digital kunst
Digital kunst, også kaldet computer-kunst, er kunst, der er produceret med digitale redskaber og som distribueres digitalt, og som reflekterer digital kultur og teknologi. Digital kunst kan fx være en installation på et museum eller være på nettet. Oftest er digital kunst interaktiv, så publikum kan påvirke kunstværket. Typiske temaer i digital kunst kan være kunstigt liv, kunstig intelligens, robotter, forholdet mellem krop og maskine og politisk aktivisme.